# Maryamin Samaan
Maryamin (tiếng Ả Rập: مريمين, đã Latinh hoá: Mreimin) là một ngôi làng ở miền nam Aleppo, tỉnh Aleppo, tây bắc Syria. Nằm khoảng 20 km (12 mi) phía nam thành phố Aleppo và một số 6 km (3,7 mi) phía đông của al-Hader.
Về mặt hành chính, ngôi làng thuộc về Nahiya al-Hader ở quận Mount Simeon. Các địa phương lân cận bao gồm al-Jumaymah 2 km (1,2 mi) về phía đông bắc và Kafr Abid 4 km (2,5 mi) về phía đông. Trong cuộc điều tra dân số năm 2004, Maryamin có dân số 1.045.